# جيمس شارب (سياسي هولندي)
جيمس شارب (بالهولندية: James Sharpe)‏ هو اقتصادي ومنافس ألعاب قوى وسياسي هولندي، ولد في 9 نوفمبر 1962. حزبياً، نشط في حزب من أجل الحرية. وقد انتخب عضو مجلس نواب هولندا ‏ (17 يونيو 2010 – 19 نوفمبر 2010).

## وصلات خارجية
- جيمس شارب على موقع أوليمبيديا (الإنجليزية)